# Stargate : Continuum
Vous lisez un « bon article » labellisé en 2012.
Pour les articles homonymes, voir Continuum.
Série Stargate SG-1
Stargate : L'Arche de vérité
(2008)
Pour plus de détails, voir Fiche technique et Distribution.
Stargate: Continuum ou La Porte des étoiles : Continuum au Québec est un vidéofilm américano-canadien réalisé par Martin Wood et sorti en 2008. Tourné en 2007, il est disponible en DVD et en Blu-Ray depuis le 29 juillet 2008 en Amérique du Nord et le 10 septembre 2008 en France, au Benelux et en Suisse.
Basé sur le voyage dans le temps, ce film raconte l'exécution de Ba'al, le dernier des goa'ulds, et clôt ainsi un arc scénaristique commencé en 1994 dans le long métrage Stargate, la porte des étoiles. Une partie de l'histoire se déroule dans un lieu encore jamais exploré par l'équipe SG-1 : l'Arctique. L'équipe de tournage se déplace donc dans cette région afin de réaliser plusieurs scènes sur la banquise dans des conditions climatiques difficiles.
Ce film se déroule après Stargate : L'Arche de vérité et suit chronologiquement l'épisode La vie avant tout de la série Stargate Atlantis. De plus, avec l'annulation du troisième vidéofilm Stargate : Révolution et de l'ensemble de la franchise Stargate en avril 2011, il termine définitivement la série télévisée Stargate SG-1.

## Synopsis

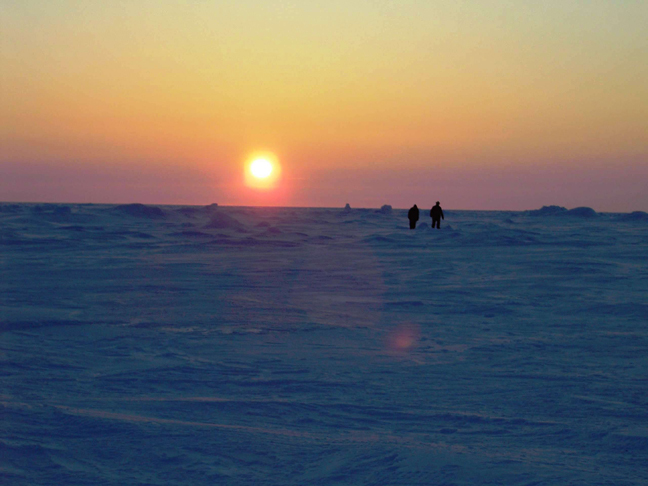
Tournage en Arctique

Sur la planète des Tok'ras, SG-1 au grand complet assiste à l'extraction du symbiote de l'hôte de Ba'al, le dernier des Seigneurs Goa'ulds. Cependant, la cérémonie ne se déroule pas comme cela était prévu : Teal'c et Vala disparaissent en effet mystérieusement, alors que Jack O'Neill est tué par Ba'al.
Samantha Carter, Daniel Jackson et Cameron Mitchell retournent alors sur Terre, mais ne se retrouvent pas au SGC. Ils arrivent en effet dans une cale gelée d'un bateau : l'Achilles, alors pris dans les glaces de l'Arctique. Ils découvrent que l'Histoire a été modifiée : en 1939, ce bateau transportait la porte des étoiles vers les États-Unis mais, dans cette réalité, il n'est jamais arrivé à bon port. En effet, Ba'al est parvenu à remonter le temps et à tuer l'équipage dont le capitaine n'est autre que le grand-père du colonel Mitchell.
Finalement, l'équipe est secourue par l'USS Alexandria (SSN-757), un sous-marin nucléaire qui perce la glace de la banquise pour les récupérer. Ils y rencontrent O'Neill, bien vivant et qui, dans cette réalité, est colonel des Forces spéciales, le programme Stargate n'ayant jamais existé. Dans cette autre réalité temporelle, les trois membres restants de SG-1 tentent en vain de convaincre l'Armée américaine de les intégrer au lancement du programme porte des étoiles. De peur qu'ils ne changent de nouveau le cours du temps, l'Armée décide de les écarter en leur donnant une nouvelle identité avec interdiction de travailler dans un domaine militaire ou spatial et de prendre contact avec les autres membres de l'équipe.
La situation est bouleversée lorsqu'ils vont devoir lutter contre la tentative d'invasion de la Terre menée par Ba'al en essayant de rétablir l'Histoire.

## Fiche technique
Sauf indication contraire, les informations mentionnées dans cette section peuvent être confirmées par la base de données cinématographiques IMDb,  présente dans la section « Liens externes ».
- Titre original et français : Stargate: Continuum
- Titre québécois : La Porte des étoiles : Continuum
- Réalisation : Martin Wood
- Scénario : Brad Wright, basé sur un concept de Dean Devlin, créé à l'origine pour la TV par Jonathan Glassner et Brad Wright
- Musique : Joel Goldsmith
- Direction artistique : Chris Beach et Thom Wells
- Décors : James Robbins, Mark Davidson et Robert Davidson
- Costumes : Christina McQuarrie
- Photographie : Peter F. Woeste
- Son : Graeme Hughes, Iain Pattison, Paul A. Sharpe
- Montage : Brad Rines
- Production : Robert C. Cooper, John G. Lenic et Brad Wright

Productrice associée : Allison Volk
Producteur délégué : N. John Smith
- Société de production[5] : Kawoosh! Productions DTV II, MGM Global Holdings et Acme Shark, avec la participation de Metro-Goldwyn-Mayer (MGM)
- Sociétés de distribution[5] : 
  -  : Metro-Goldwyn-Mayer (MGM) (Tous médias)
  -  États-Unis : MGM Home Entertainment (DVD / Blu-Ray)
- Budget : 7 millions de dollars (estimation)[6]
- Pays de production :  Canada,  États-Unis
- Langue originale : anglais
- Format[7] : couleur (DeLuxe) - 1,78:1 (Widescreen) - son Dolby
- Genre : science-fiction, action, aventure, drame
- Durée : 98 minutes
- Dates de sortie :
  - États-Unis et Canada : 29 juillet 2008[8] (vidéo zone 1)
  - France, Belgique et Suisse : 10 septembre 2008[9] (vidéo zone 2)

## Distribution
- Richard Dean Anderson (VF : Edgar Givry[10] et VQ : Denis Mercier[11]) : major-général Jonathan « Jack » O'Neill
- Don S. Davis (VF : Michel Ruhl[10]) : lieutenant-Général George Hammond
- Ben Browder (VF : Maurice Decoster et VQ : François Trudel[11]) : colonel Cameron Mitchell et grand-père de Mitchell (capitaine du Achilles)
- Amanda Tapping (VF : Hélène Chanson[10] et VQ : Hélène Mondoux[11]) : colonel Samantha Carter
- Michael Shanks (VF : William Coryn[10] et VQ : Marc-André Bélanger[11]) : Dr Daniel Jackson
- Christopher Judge (VF : Thierry Mercier[10] et VQ : Jean-François Blanchard[11]) : Teal'c
- Claudia Black (VF : Laurence Charpentier[10] et VQ : Anne Dorval[11]) : Vala Mal Doran/Quetesh
- Cliff Simon (VF : Bruno Rozenker et VQ : Daniel Picard[11]) : Ba'al
- Beau Bridges (VF : José Luccioni et VQ : Marc Bellier[11]) : major-général Hank Landry
- Jacqueline Samuda : Nirrti
- Steve Bacic : Camulus
- Vince Crestejo : Yu-huang Shang Ti
- Peter Williams : Apophis
- Ron Hader : Cronos
- William Devane (VF : Jean-Bernard Guillard et VQ : Vincent Davy[11]) : Président Henry Hayes
- Gary Jones (VF : Sébastien Desjours[10]) : sergent Walter Harriman
- Colin Cunningham (VF : Antoine Nouel[10]) : major Paul Davis
- Dan Shea : Sergent Siler
- Derek Peakman : Tok'ra
- Jay Williams : Râ
- Martin Wood : Wood
- Brad Wright : pilote du F-15 (non crédité)

Photos des acteurs principaux.
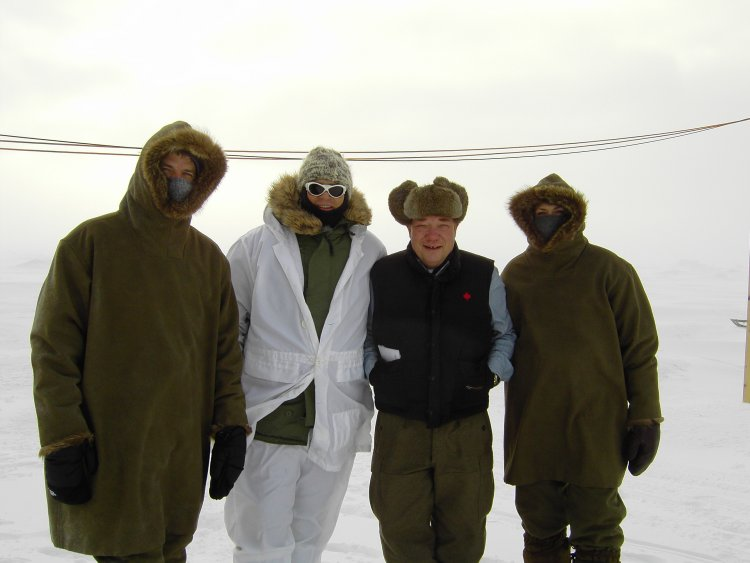
Ben Browder, Richard Dean Anderson, Barry Campbell et Amanda Tapping sur le lieu de tournage, en Arctique.
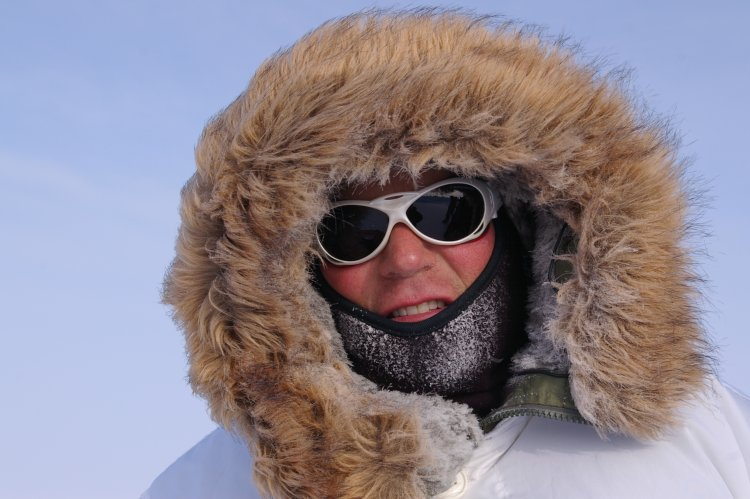
Richard Dean Anderson sur le lieu de tournage, en Arctique.
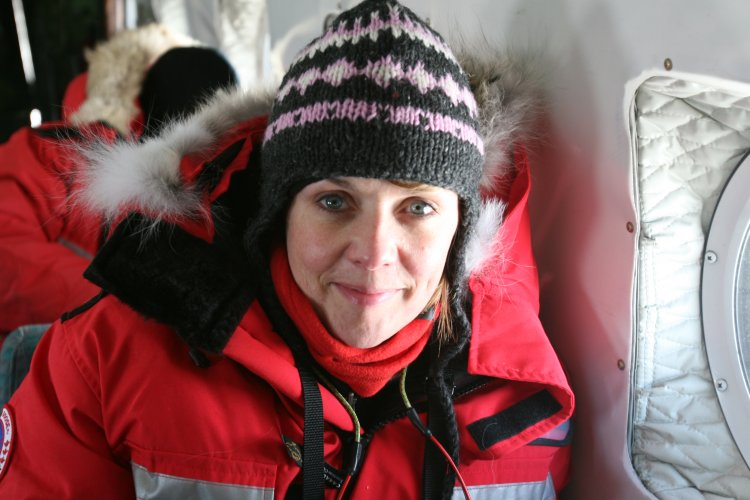
Amanda Tapping dans l'avion menant sur la base en Arctique.
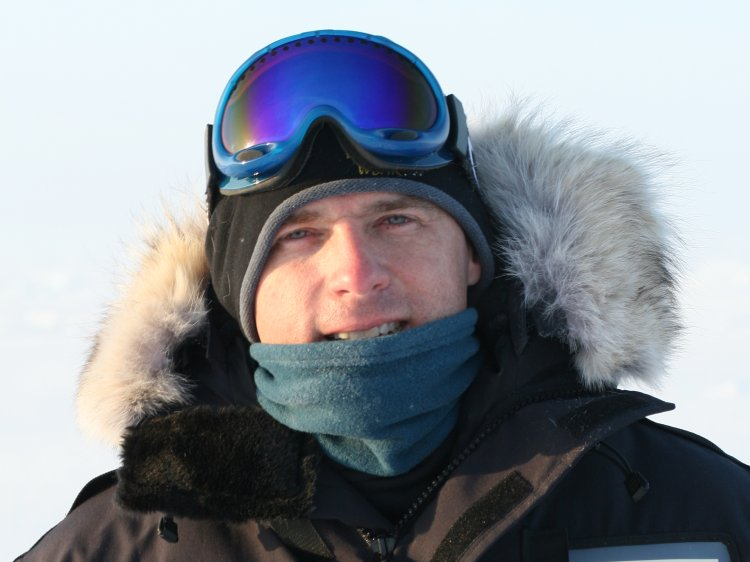
Ben Browder sur le lieu de tournage, en Arctique.

## Production

### Scénario
L'intrigue exploite un thème récurrent de la science-fiction : le voyage dans le temps et ses paradoxes, notamment celui dit du « grand-père » : le personnage de Cameron Mitchell découvre une réalité dans laquelle son grand-père a été tué en 1939 soit bien avant sa naissance. L'un des buts de ce retour dans le temps pour Brad Wright est de pouvoir présenter de nouveau un grand nombre de personnages de la série, y compris des grands maîtres goa'ulds tués au cours des différents épisodes. Le voyage temporel avec la porte des étoiles avait déjà fait l'objet de plusieurs épisodes au cours de la série comme 1969 qui met en scène un voyage dans le passé et 2010 dont l'histoire se déroule dans le futur.

### Tournage

#### En extérieur

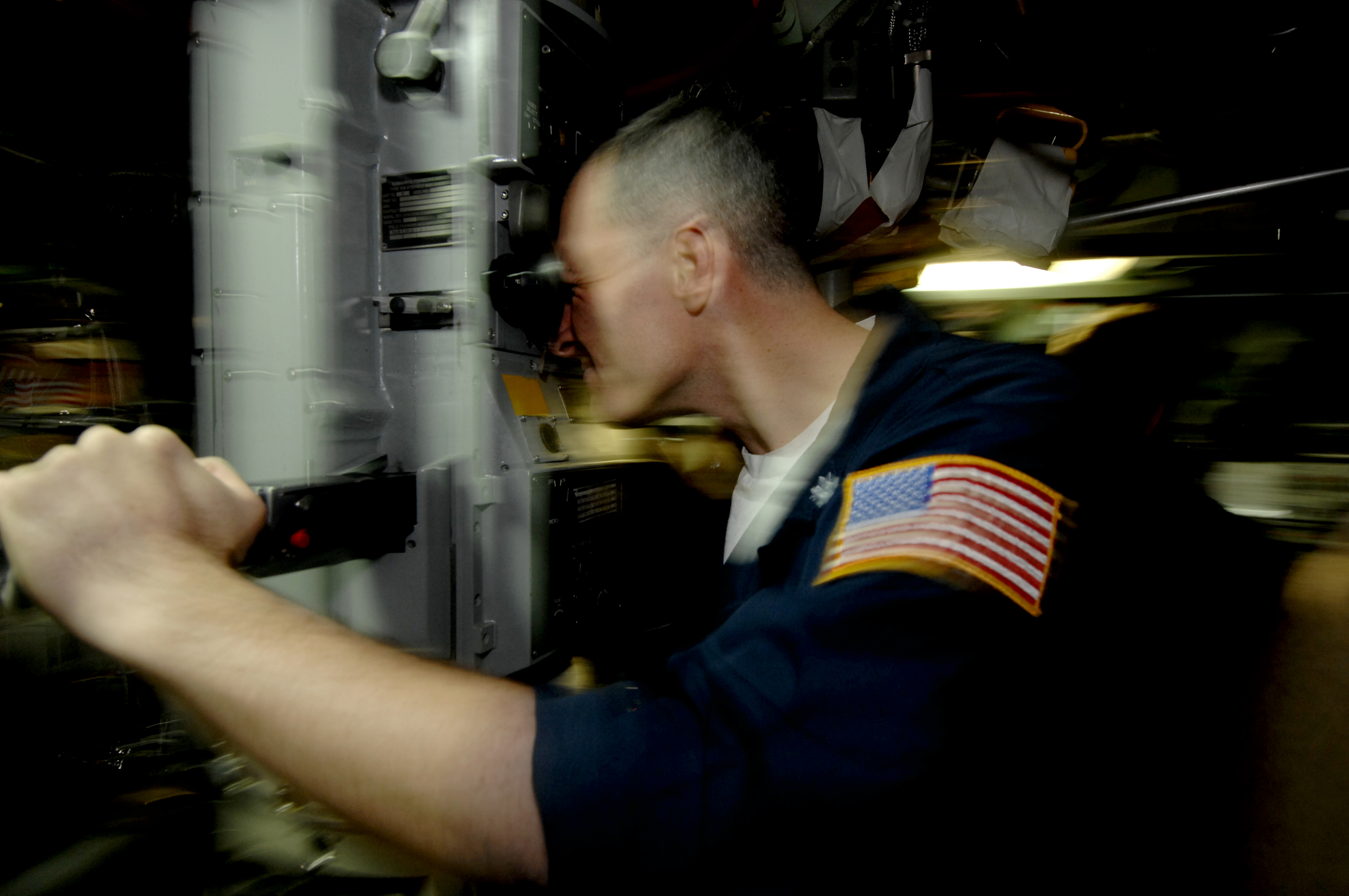
Le commandant du sous-marin, Michael Bernacchi, joue son propre rôle dans le film.

Une partie du tournage s'est réellement déroulée en Arctique (73° 07′ N, 145° 05′ O) grâce à Barry Campbell, chef des opérations au Arctic Submarine Laboratory et fan de Stargate, qui a proposé ses services à la production. Une équipe de 18 personnes dont Richard Dean Anderson, Amanda Tapping et Ben Browder ont fait le voyage vers l’Applied Physics Laboratory Ice Station (APLIS), seul Michael Shanks ayant refusé. Par conséquent, les scènes le concernant en Arctique ont dû être raccourcies, le peu restant ayant été tourné en studio.
Du 23 mars au 29 mars 2007, le tournage au-dessus du cercle polaire s'est déroulé dans des conditions extrêmement difficiles : les températures sont parfois descendues à −35 °C, jusqu'à −57 °C avec le facteur de refroidissement éolien. Les acteurs avaient donc été informés verbalement des consignes de sécurité particulières reliées au froid (engelures, crevasses des mains, etc.)  ainsi qu'à l'aide d'un guide de survie distribué dans l'avion. Le matériel a aussi dû être adapté par exemple, l'équipe de tournage utilisait des caméras 16 mm bien plus simples à démonter et à déplacer que des caméras HD.
Le sous-marin américain présent dans le film est le véritable USS Alexandria (SSN-757) et son équipage est constitué des vrais membres de la marine américaine occupant leurs postes respectifs. Les scènes les impliquant ont été tournées aussi bien à bord que sous la glace de l'Arctique le 28 mars 2007,. Pour filmer et faire apparaitre le sous-marin devant les acteurs, une énorme croix a été tracée sur la banquise, la manœuvre compliquée ne fut réussie qu'à la troisième tentative, après environ six heures d'attente. Avant que le sous-marin ne reparte, un trou a été creusé dans la glace afin d'obtenir des images de son immersion. La caméra utilisée, une Panasonic P2, plus petite que celles utilisées pour la surface, était immergée dans une boite à 5 m de profondeur.

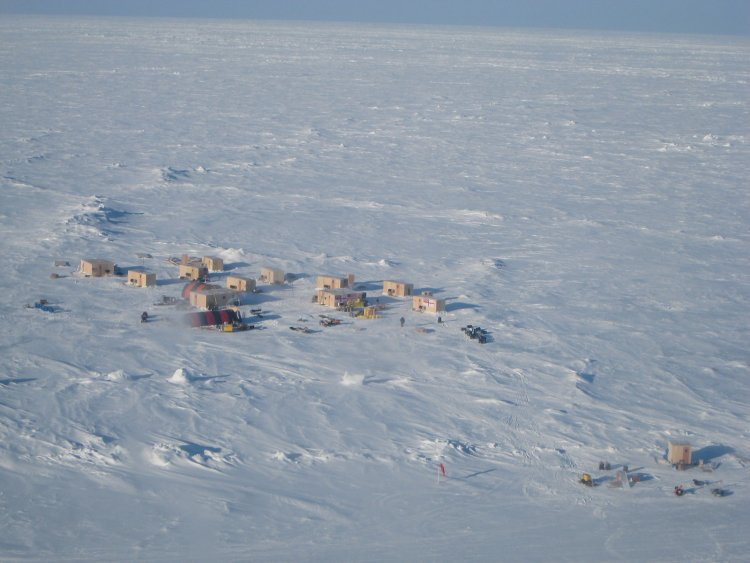
Vue aérienne de l'APLIS 2007 Ice Camp.
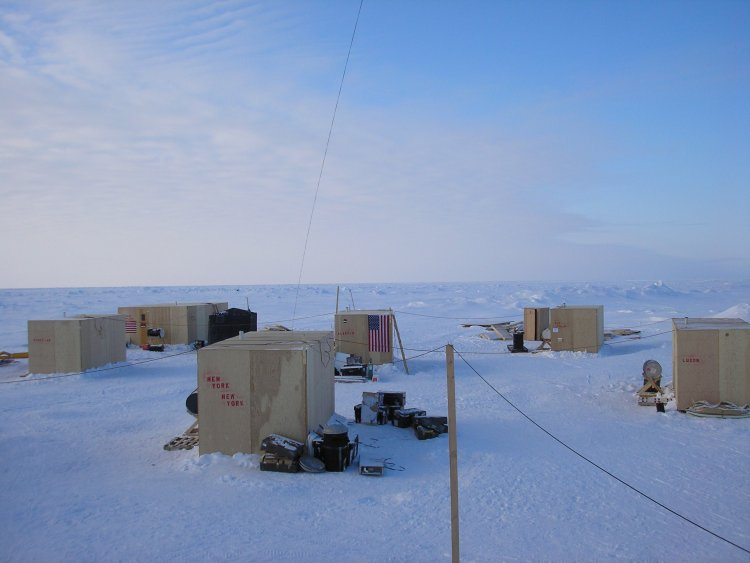
Baraquements de l'APLIS 2007 Ice Camp.
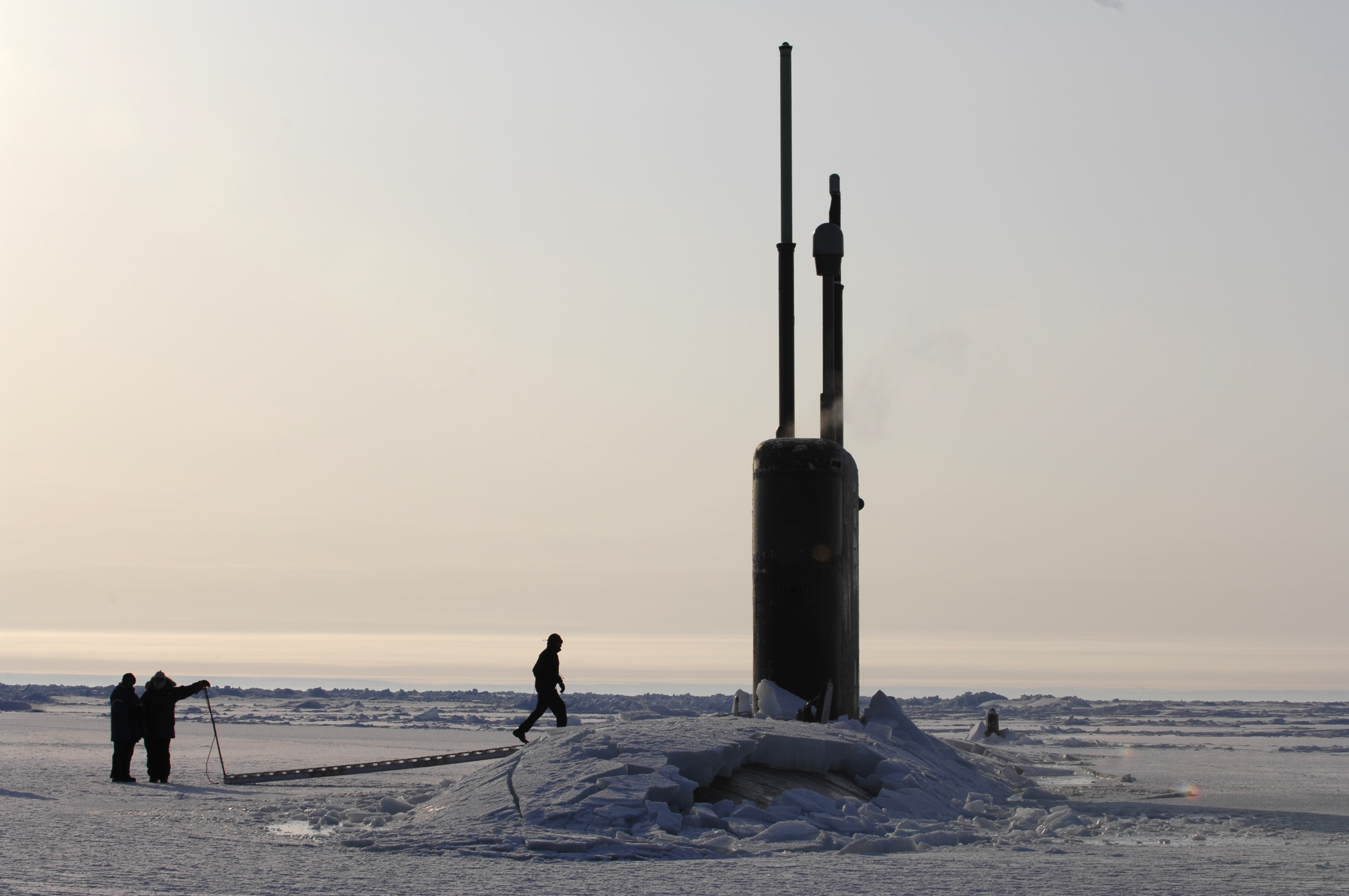
USS Alexandria SSN-757.
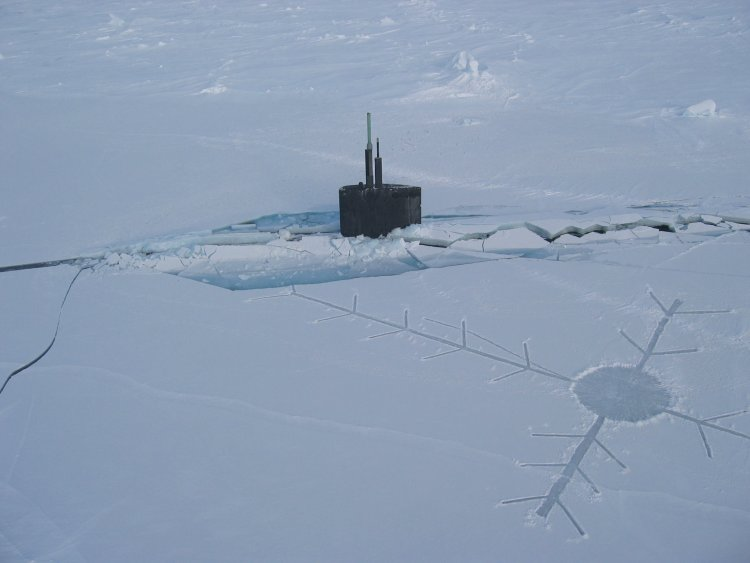
Échec d'une tentative pour faire émerger le sous-marin sous la croix.

Partenaire de Stargate SG-1 depuis de nombreuses années, l'Air Force a mis à disposition deux de ses F-15 du 173rd Operations Group de Klamath Falls et qui ont rallié l'aéroport de Vancouver pour les besoins du tournage. Les acteurs n'ont en réalité pas volé avec les avions de chasse : ces derniers n’étaient que remorqués par des engins aéroportuaires ou bien à l'arrêt, le ciel n'étant rajouté qu'après par les équipes d'effets spéciaux ou bien projeté sur un écran derrière les avions dans le cas des scènes de nuit.

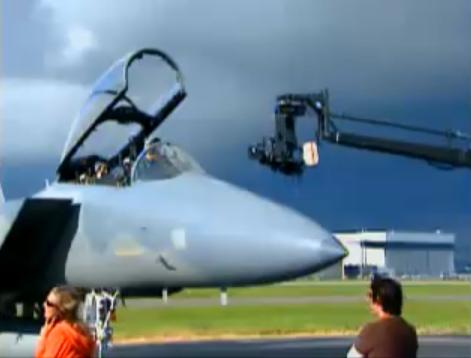
F-15 durant le tournage du film.
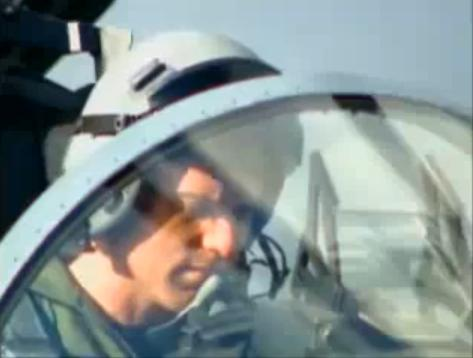
Ben Browder à bord d'un F-15.

En plus des remerciements aux militaires américains et aux membres de l'APLIS, le film est dédié à la mémoire de Paul McCann et Anthony Huntrod, qui ont perdu la vie dans un accident lors de manœuvres sous la glace à bord du sous-marin britannique HMS Tireless (S88).

#### En studios
La première scène au SGC, où l'on voit la vie courante de la base, a été tournée en une seule prise. La caméra effectue un parcours dans les mêmes décors que ceux de la série aux Bridge Studios à Burnaby. Elle part de la porte des étoiles, d'où une équipe revient d'une exploration planétaire, poursuit son chemin dans les couloirs et la salle d'opération puis passe devant les ascenseurs avant de revenir dans la salle d'embarquement pour le départ de l'équipe SG-1. À cette occasion, certains personnages de la série font un unique caméo.
Le tournage de certaines scènes dans le froid a été réalisé dans un studio spécial qui a été complètement réfrigéré pour reproduire les effets des basses températures sur les acteurs. Le responsable des décors, James Robbins, a dû dessiner l'Achilles, un bateau à vapeur tel que l'on pouvait en trouver en 1939, c'est-à-dire à la date à laquelle on le voit dans le film,. Finalement, seules certaines parties ont été construites (pont, cabine télégraphique, etc.) avec une structure majoritairement en bois : c'est la peinture qui donne un effet métallique au bateau. L'ensemble est posé sur une suspension cardan qui permet de réellement faire tanguer le bateau et tout ce qu'il y a à l’intérieur, les objets et les acteurs,.

### Bande originale
Albums de Joel Goldsmith
Stargate : L'Arche de vérité
(18 avril 2008)
Joel Goldsmith, le compositeur des musiques des séries Stargate, a choisi de revenir aux sources en réutilisant l'une des musiques du pilote de Stargate SG1 pour la scène dans laquelle le bateau est envahi par Ba'al et ses gardes. Il a pu travailler avec un orchestre symphonique ainsi qu'un chœur notamment pour The List qui est une complainte Tok'ra énumérant l'ensemble des crimes de Ba'al. Ce morceau est considéré comme l'un des plus beaux moments du film par David Read, le critique du site Gateworld.

### Doublage
Comme pour L'Arche de vérité, la version française au Québec n'est pas la même que celle destinée à l'Europe (et le reste de la série). Cela occasionne des voix différentes mais aussi des traductions différentes,. Par exemple, « Grands maîtres » devient « Seigneur du cosmos » tandis que « composer l'adresse » devient « encoder l'adresse ».

## Sortie et accueil

### Sorties et ventes

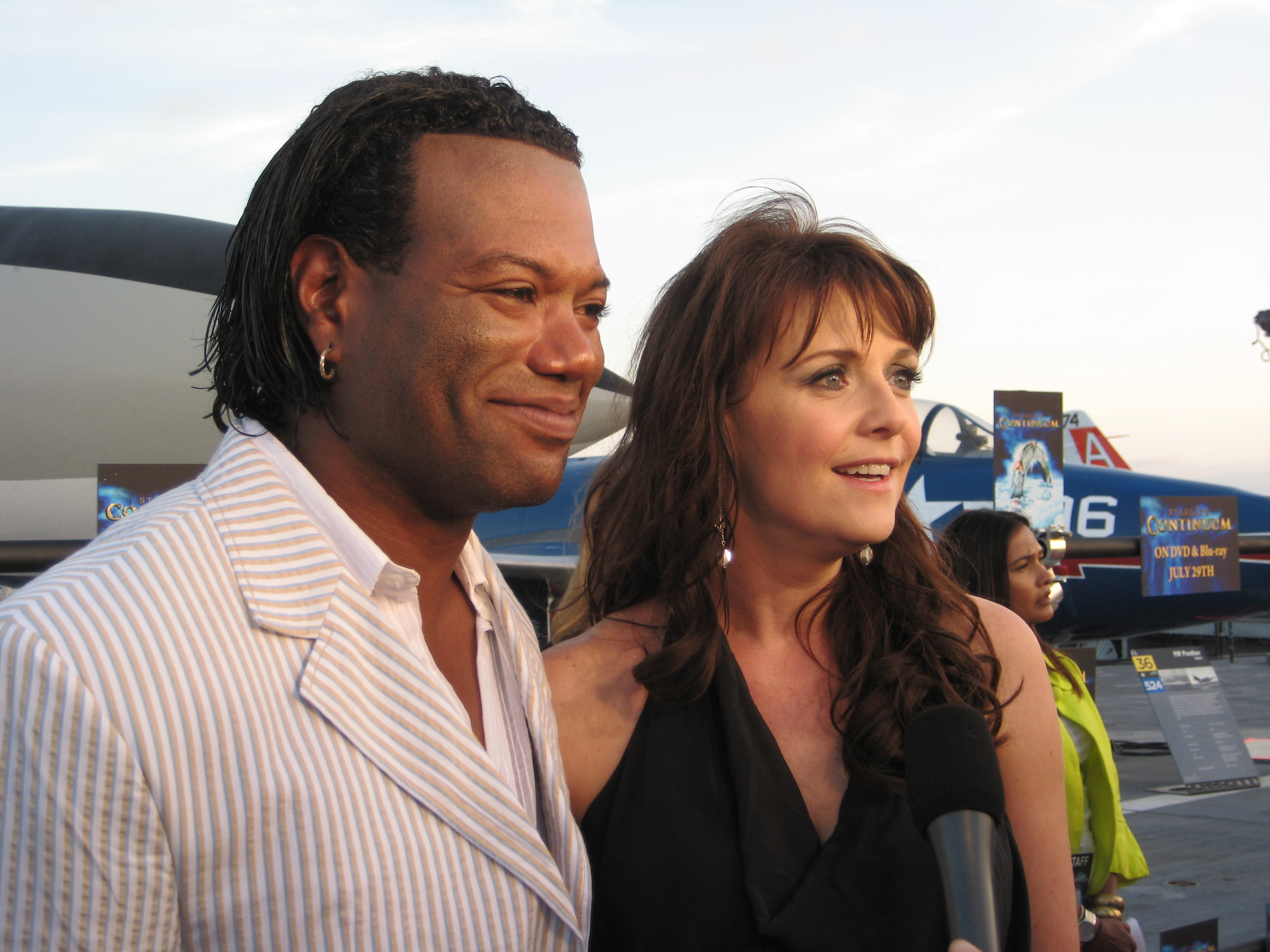
Christopher Judge et Amanda Tapping lors de l'avant-première sur l'USS Midway

Le 24 juillet 2008, le film a été diffusé en avant-première sur le pont du porte-avion musée USS Midway (CV-41) à San Diego, cinq jours avant sa sortie en vidéo en Amérique du Nord. Un coffret double contenant L'Arche de vérité et Continuum est également disponible aux États-Unis depuis le 3 mars 2009. Continuum a également été diffusé à la télévision le 3 avril 2009 sur Sci Fi Channel. Aux États-Unis, les ventes ont rapporté 7 877 898 dollars et les coffrets se sont écoulés à 409 436 exemplaires les trois premières semaines.
Au Royaume-Uni, Stargate : Continuum a d'abord été diffusé, le 12 août 2008, sur la chaîne Sky One en rassemblant plus de 543 000 téléspectateurs. Le film est ensuite sorti en DVD le 18 août.
En France, le DVD s'est écoulé à 35 000 exemplaires en 2008 en seulement quatre mois de commercialisation. À eux deux, les films Stargate : L'Arche de vérité et Stargate : Continuum prennent respectivement les 10e et 11e places dans le top des ventes de DVD de séries en France.

### Accueil critique
De manière générale, le film est considéré comme un cran au-dessus du reste de la série,, ; Josh Tyler du site internet Cinema Blendestime estime même que le résultat est le meilleur depuis la sortie du premier film, Stargate, la porte des étoiles, en 1994.
Le site francophone SciFi-Universe lui attribue une note 8⁄10, pour un « scénario haletant » et mieux « ficelé » que le premier téléfilm avec un point négatif sur la fin qui est considérée comme « bâclée ». Côté personnages, la présence des deux personnages introduits dans l'avant-dernière saison de la série (Mitchell et Vala) est vivement critiqué, le jeu d'acteur de Ben Browder étant considéré comme « méprisant ».
Le site anglophone IGN lui donne un score global de 7⁄10 ; le journaliste Christopher Monfette se présente lui-même comme n'étant pas fan de Stargate : il n'a vu que le film initial et quelques épisodes. Il est donc surpris de la facilité avec laquelle il se passionne pour les personnages et ce qu'il leur arrive.

## Distinctions
Le 11 novembre 2008, Home Media Magazine et The Hollywood Reporter décernent à Continuum le High-Def Disc Awards du meilleur film non distribué en salle.
Hormis ces récompenses classiques, le film est entré au Livre Guinness des records, comme le film ayant été tourné le plus près du pôle Nord.

### Constellation Awards
Le film a été récompensé une fois sur cinq nominations aux Constellation Awards de 2009.
| Catégorie                                                                                        | Récipiendaire(s)          | Résultat   |
| ------------------------------------------------------------------------------------------------ | ------------------------- | ---------- |
| Meilleur film de science-fiction, téléfilm, ou mini-série en 2008                                | -                         | Nomination |
| Meilleur scénario d'un film de science-fiction ou téléfilm en 2008                               | Brad Wright               | Nomination |
| Meilleure performance masculine dans un film de science-fiction, téléfilm, ou mini-Série en 2008 | Richard Dean Anderson     | Nomination |
| Meilleure performance féminine dans un film de science-fiction, téléfilm, ou mini-Série en 2008  | Amanda Tapping            | Nomination |
| Meilleure performance féminine dans un film de science-fiction, téléfilm, ou mini-Série en 2008  | Claudia Black             | Lauréat    |
| Meilleure réalisation technique dans un film de science-fiction ou téléfilm en 2008              | Rainmaker Digital Effects | Nomination |

### Leo Awards
Le film a été récompensé trois fois sur onze nominations aux Leo Awards de 2009.
| Catégorie                                                        | Récipiendaire(s)                                                                    | Résultat   |
| ---------------------------------------------------------------- | ----------------------------------------------------------------------------------- | ---------- |
| Meilleure réalisation dans un long métrage dramatique            | Martin Wood                                                                         | Nomination |
| Meilleur scénario dans un long métrage dramatique                | Brad Wright                                                                         | Lauréat    |
| Meilleure photographie dans un long métrage dramatique           | Peter Woeste                                                                        | Nomination |
| Meilleur image éditée dans un long métrage dramatique            | Brad Rines                                                                          | Nomination |
| Meilleur son d’ensemble dans un long métrage dramatique          | Paul Sharpe, Iain Pattison and Graeme Hughes                                        | Lauréat    |
| Meilleur montage sonore dans un long métrage dramatique          | Devan Kraushar, James Wallace, Kirby Jinnah, Jay Cheetham and Dario DiSanto         | Nomination |
| Meilleure production design dans un long métrage dramatique      | James Robbins                                                                       | Nomination |
| Meilleurs costumes dans un long métrage dramatique               | Christina McQuarrie                                                                 | Nomination |
| Meilleurs effets spéciaux dans un long métrage dramatique        | Michelle Commens, Stephen Bahr, Christopher Stewart, Krista McLean and James Kawano | Nomination |
| Meilleur rôle principal masculin dans un long métrage dramatique | Michael Shanks                                                                      | Lauréat    |
| Meilleur rôle principal féminin dans un long métrage dramatique  | Amanda Tapping                                                                      | Nomination |

## Éditions en vidéo

### Bonus du DVD
Le DVD propose plusieurs bonus :

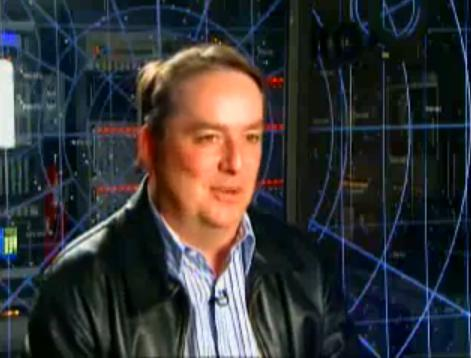
Brad Wright

- Commentaires Audio de Brad Wright (producteur et scénariste) et Martin Wood (réalisateur).
- Making-of : interview d’acteurs, tournage…
- Stargate en Arctique : images du tournage, des conditions de vie et des acteurs en Arctique.
- Interview du docteur Jaymie Matthews (astrophysicien) sur le voyage dans le temps.